# 137e division d'infanterie (Allemagne)
Pour les articles homonymes, voir 137e division d'infanterie.
La  137e division d'infanterie  (en allemand : 137. Infanterie-Division ou 137. ID) est une des divisions d'infanterie de l'armée allemande (Wehrmacht) durant la Seconde Guerre mondiale.

## Création
La 137. Infanterie-Division est formée le 10 octobre 1940 dans le Wehrkreis XVII en tant qu'élément de la 11. welle (11e vague de mobilisation).
Elle est dissoute en novembre 1943 après avoir subi de lourdes pertes sur le Front de l'Est. L'état-major de la division forme l'état-major de la 271. Infanterie-Division et le personnel rescapé forme le Divisions-Gruppe 137 qui est assigné au Korps-Abteilung E.

## Organisation

### Commandants
| Date                              | Grade           | Commandant         |
| --------------------------------- | --------------- | ------------------ |
| 8 octobre 1940-21 décembre 1941   | Generalleutnant | Friedrich Bergmann |
| 21 décembre 1941-28 décembre 1941 | Oberst          | Heine              |
| 28 décembre 1941-5 janvier 1942   | Oberst          | Muhl               |
| 5 janvier 1942-12 février 1942    | Generalleutnant | Hans Kamecke       |
| 12 février 1942-25 février 1942   | Generalleutnant | Dr. Karl Rüdiger   |
| 25 février 1942-15 octobre 1943   | Generalleutnant | Hans Kamecke       |
| 15 octobre 1943-16 décembre 1943  | Generalleutnant | Egon von Neindorff |

### Officiers d'opérations (Generalstabsoffiziere (Ia))
| Date                           | Grade          | Commandant            |
| ------------------------------ | -------------- | --------------------- |
| 5 octobre 1940 - 1er juin 1942 | Major          | Wilhelm Meyer-Detring |
| 1er juin 1942 - novembre 1943  | Oberstleutnant | Hans Refior           |

## Théâtres d'opérations
- Allemagne : octobre 1940 - juin 1941
- Front de l'Est, secteur Centre : juin 1941 - décembre 1943
  - 1941-1942 : Opération Barbarossa
    - 22 octobre 1941 au 22 janvier 1942 : Bataille de Moscou

  - 5 juillet au 23 août 1943 : Bataille de Koursk

## Ordres de bataille
1940
- Infanterie-Regiment 447
- Infanterie-Regiment 448
- Infanterie-Regiment 449
- Artillerie-Regiment 137
- Pionier-Bataillon 137
- Panzerjäger-Abteilung 137
- Aufklärungs-Abteilung 137
- Divisions-Nachrichten-Abteilung 137
- Divisions-Nachschubführer 137

1943
- Grenadier-Regiment 447
- Grenadier-Regiment 448
- Divisions-Bataillon 137
- Artillerie-Regiment 137
- Pionier-Bataillon 137
- Panzerjäger-Abteilung 137
- Feldersatz-Bataillon 137
- Divisions-Nachrichten-Abteilung 137
- Divisions-Nachschubführer 137

## Décorations
Certains membres de cette division se sont fait décorer pour faits d'armes :
- Agrafe de la liste d'honneur
  - 11
- Croix allemande en Or
  - 34
- Croix de chevalier de la Croix de fer
  - 7
  - 1 feuilles de chêne